# Viktor Berce
Viktor Berce, slovenski rimskokatoliški duhovnik, zborovodja in kulturni delavec, * 4. april 1909, Dornberk, † 14. november 2005, Dornberk.

## Življenje in delo
Osnovno šolo je obiskoval v rojstnem kraju (1916-20), gimnazijo v Veržeju (1920-22) in Ljubljani (1922-28) ter bogoslovje v Gorici (1928-32) in bil tam 19. junija 1932 tudi posvečen. Služboval je kot kaplan v Postojni (1932-33), bil župnik v Vodicah v Čičariji (1933-36), Slivljah (1936-50), Ilirski Bistrici (1950-76) in Budanjah (1976-85), ko se je upokojil. Leta 1941 so ga fašisti s še drugimi duhovniki ilirskobistriške dekanije internirali v Verono.
Berce se je odlikoval kot dober pridigar in vodja ljudskih misijonov. V vseh krajih kjer je služboval je tudi vodil slovenske pevske zbore.